# Solenopsis germaini
Solenopsis germaini é uma espécie de formiga do gênero Solenopsis, pertencente à subfamília Myrmicinae.